# Nadia Hilou
Nadia Hilou (en arabe: ناديا حلو ; en hébreu: נאדיה חילו), née le 5 juillet 1953 à Jaffa et morte le 27 février 2015 dans la même ville, est une travailleuse sociale et femme politique arabe israélienne de confession chrétienne. 

## Biographie
Diplômée de l'Université de Tel Aviv en travail social en 1976, elle se lance en politique après l'assassinat d'Yitzhak Rabin en 1995. Elle se joint au Parti travailliste israélien et se fait élire à la Knesset en 2006. Pendant son mandat comme député, elle siège au Comité des droits de l'enfant, défendant notamment une loi renforçant les peines punissant les crimes sexuels contre les enfants. Elle ne retrouve pas son siège après les élections de 2009.